# Jean-Marie Gbahou
Jean-Marie Gbahou (ur. 1 kwietnia 1973 w Abidżanie) – iworyjski piłkarz grający na pozycji obrońcy. W swojej karierze rozegrał 14 meczów w reprezentacji Wybrzeża Kości Słoniowej.

## Kariera klubowa
W swojej karierze piłkarskiej Gbahou grał w klubach Stella Club d’Adjamé i ASEC Mimosas.

## Kariera reprezentacyjna
W reprezentacji Wybrzeża Kości Słoniowej Gbahou zadebiutował 19 sierpnia 1990 w wygranym 2:0 meczu kwalifikacji do Pucharu Narodów Afryki 1992 z Mauretanii, rozegranym w Abidżanie. W 1994 roku został powołany do kadry na Puchar Narodów Afryki 1994. Na nim zajął z Wybrzeżem 3. miejsce, jednak nie rozegrał żadnego meczu. Od 1990 do 1996 rozegrał w kadrze narodowej 14 meczów.